# キバシオナガガモ
キバシオナガガモ（Anas georgica）は、鳥綱カモ目カモ科マガモ属に分類される鳥類。

## 分布
A. g. georgica　ヒメキバシオナガガモ
イギリス（サウスジョージア島）
A. g. niceforoi　ニセフォロキバシオナガガモ
コロンビア中部
A. g. spinicauda　キバシオナガガモ
アルゼンチン、ウルグアイ、エクアドル、コロンビア南部、チリ、パラグアイ、ブラジル、ボリビア

## 形態
翼長オス21-26センチメートル、メス19.5-24センチメートル。頸部は細長い。中央の尾羽が伸長する。全身は外縁（羽縁）が淡褐色の羽毛で被われる。次列風切の光沢（翼鏡）は緑黒色。
嘴は黄色で、先端は淡青色。峰は黒い。

## 分類
- Anas georgica georgica　Gmelin, 1789　ヒメキバシオナガガモ　South georgian brown pintail
- Anas georgica niceforoi　　ニセフォロキバシオナガガモ　Niceforo brown pintail
- Anas georgica spinicauda　　キバシオナガガモ　Chilican brown pintail

## 生態
沼地に生息するが、基亜種は沿岸部にも生息する。
食性は植物食だが、基亜種は雑食。
繁殖形態は卵生。裸出した地面、藪地や草原などに巣を作り、4-10個（平均7個）の卵を産む。抱卵期間は26日。